# 诺因基兴 (下弗兰肯行政区)
诺因基兴（德語：Neunkirchen，發音：[ˈnɔʏnˌkɪʁçn̩] ⓘ）是德国巴伐利亚州的市镇，属于下弗兰肯行政区米尔滕贝格县。该市镇总面积为16.65平方千米，2023年12月31日总人口为1,433人。